# Faouzi Mansouri
Faouzi Mansouri (arabisch فوزي منصوري, DMG Fawziyy Manṣūriyy; * 17. Januar 1956 in Menzel Bourguiba, Tunesien; † 16. Mai 2022) war ein algerischer Fußballspieler, der seine gesamte Karriere bei französischen Vereinen verbrachte, international aber für sein Heimatland auflief.

## Vereinskarriere
Mansouri lebte als kleines Kind in Algerien, bis er mit seinen Eltern aufgrund des Algerienkrieges nach Südfrankreich floh. Als Jugendlicher spielte er für Olympique Nîmes und rückte 1974 unter Trainer Kader Firoud mit 18 Jahren in die Erstligamannschaft auf. In den ersten beiden Spielzeiten wurde er in einem Team um Akteure wie den französischen Nationalspieler Bernard Boissier lediglich sporadisch eingesetzt, konnte sich im Verlauf der Spielzeit 1976/77 jedoch in der Mannschaft etablieren. Obwohl Mansouri als vielseitig einsetzbarer Spieler auch im Mittelfeld auflaufen konnte, wurde er in der Folgezeit wieder verdrängt, bis er in der Saison 1979/80 mit einer einzigen bestrittenen Partie bei Nîmes keine Rolle mehr spielte.
Infolgedessen kehrte Faouzi Mansouri dem Verein 1980 den Rücken und unterschrieb beim Zweitligisten AS Béziers. Anders als zuvor in Nîmes zählte er dort zu den Leistungsträgern, was ihm ein Jahr darauf zur Rückkehr in die erste Liga verhalf, als der HSC Montpellier den Spieler unter Vertrag nahm. Im Abstiegskampf mit Montpellier war es vor allem die Verletzung von Patrick Baldassara, die ihm regelmäßige Einsätze ermöglichte. 1982 musste er den Abstieg in die zweite Liga hinnehmen und konnte danach weiterhin die linke Abwehrseite besetzen.
Im Jahr 1983 unterschrieb der Algerier beim Ligakonkurrenten FC Mulhouse, wo er über die Länge von zwei Jahren relativ häufige Einsätze verbuchte, aber am Aufstieg scheiterte. 1985 kehrte er zu seinem immer noch zweitklassigen Ex-Klub aus Montpellier zurück; weil er sich mit seinem Landsmann Radouane Abbes den Platz in der Defensive teilen musste, konnte er sich nicht mehr dauerhaft in der Mannschaft festsetzen und verpasste darüber hinaus den Aufstieg. Ein Jahr nach seiner Rückkehr entschied Mansouri sich 1986 mit 30 Jahren nach 77 Erstligapartien mit zwei Toren und 111 Zweitligapartien mit fünf Toren für die Beendigung seiner Laufbahn. Diese ließ er für zwei weitere Jahre bei einem unterklassigen Verein aus Uzès nahe Nîmes ausklingen. Später ging er nach Algerien zurück und widmete sich dort der Ausbildung junger Fußballer.

## Nationalmannschaft
Am 13. Oktober 1981 hatte Mansouri bei einem 2:0 der algerischen Nationalelf gegen Nigeria mit 25 Jahren sein Debüt für die Auswahl seines Heimatlandes. Einige Monate darauf wurde er für die WM 1982 berücksichtigt, in deren Verlauf er in allen drei Gruppenspielen auf dem Platz stand; als Folge der Schande von Gijón schied er mit seinem Team an deren Ende aus. Abgesehen von diversen Freundschafts- und Qualifikationsspielen nahm er 1984 und 1986 an der Afrikameisterschaft teil und erreichte 1984 den dritten Platz. Noch im Anschluss an sein 1986 vollzogenes Karriereende wurde er im Sommer desselben Jahres in den Kader zur WM 1986 berufen. Erneut lief er in allen Spielen auf und schied mit Algerien nach der Vorrunde aus. Die 0:3-Niederlage beim letzten Gruppenspiel gegen Spanien vom 13. Juni stellte zugleich sein letztes von 22 offiziellen Länderspielen dar, bei denen er ein Tor erzielte. Hinzu kamen elf inoffizielle Spiele gegen Vereinsmannschaften.
Faouzi Mansouri starb am 16. Mai 2022 nach wochenlanger Krankheit.